# Calleagris hollandi
Calleagris hollandi är en fjärilsart som beskrevs av Butler 1896. Calleagris hollandi ingår i släktet Calleagris och familjen tjockhuvuden. Inga underarter finns listade i Catalogue of Life.